# Kalmiuský rajón
Kalmiuský rajón (ukrajinsky Кальміуський район) je rajón v Doněcké oblasti na Ukrajině. Hlavním městem je Kalmiuske a rajón má přibližně 123 tisíc obyvatel. 

## Města v rajónu
- Dokučajivsk (Dokučajevsk)
- Kalmiuske
- Novoazovsk